# Roger Matton
Pour les articles homonymes, voir Matton.
Roger Matton, né à Granby le 18 mai 1929 et décédé à Québec le 7 juin 2004, est un compositeur, professeur, ethnomusicologue québécois.

## Biographie

### Parcours d'études
Il étudie le piano dès l’âge de sept ans et improvise déjà très aisément. En 1943, il étudie au Conservatoire de musique de Montréal avec Arthur Letondal (piano), Gabriel Cusson (culture d'oreille) et Isabelle Delorme (solfège et harmonie). De 1945 à 1948, il compte parmi les premiers étudiants en composition de Claude Champagne avec François Morel, Pierre Mercure et Serge Garant. Il poursuit ses études à Paris auprès d’Andrée Vaurabourg-Honegger, d'abord en cours particuliers (1950) et ensuite à l'École normale de musique (1952-1953). Nadia Boulanger lui enseigne également l'analyse, le contrepoint, et la composition. De même, il participe à la classe d’analyse d’Olivier Messiaen (1950, 1953-1954).

### Études de musique folklorique
Revenu à Montréal en 1955, il compose de la musique de scène pour la radio et la télévision de la Société Radio-Canada. En 1956, Matton fait un stage d’études au Musée national du Canada avec Marius Barbeau avant de se joindre aux Archives de folklore de l'Université Laval à titre de professeur, recherchiste et d'ethnomusicologue (1956-1976).Ses travaux aux Archives de folklore sous la direction de Luc Lacourcière lui permettent d'approfondir son métier d'ethnomusicologue (recherches sur le terrain, transcriptions, analyses, etc.) et de dédier une partie de son temps à la composition. De plus, Roger Matton fait partie de la Ligue canadienne de compositeurs et de l'Association des compositeurs, auteurs et éditeurs du Canada.

## Style musical
Grâce à sa connaissance approfondie du folklore québécois, Roger figure parmi les spécialistes les plus éminents dans le domaine. Il compte parmi les rares compositeurs canadiens de sa génération à entretenir une fusion aussi intense entre la science musicale et la logique populaire. Inspiré de l’esthétique de Stravinsky, de Bartok et de l’école française, Matton s’est forgé un style personnel d’une grande sincérité. C’est la raison pour laquelle sa réputation franchie rapidement les limites de son pays pour s’infiltrer aux États-Unis et en plein cœur de l’Europe. Sa musique se caractérise par son agressivité, sa vigueur et son lyrisme véritable, jamais sentimental. Plutôt près de Bartok, la musique de Roger Matton demeure traditionnelle. La rythmique, l’écriture pianistique et orchestrale fait toujours partie de l’univers sonore pré-webernien.

## Œuvres
Ses œuvres comprennent des œuvres symphoniques (pour grand ou petit orchestre, chœur et solistes), une musique de scène, des soli et de la musique de chambre. 
 Celles-ci sont dans la lignée de celles de Stravinsky, Honegger ou Messiaen. Matton étant par ailleurs ethnomusicologue, certaines de ses partitions s'inspirent du folklore québécois et acadien. Signalons :
- - Berceuse pour piano (1945)
  - Danse brésilienne pour deux pianos (1946).
  - Étude pour clarinette et piano (1946).
  - Trois préludes (1947-49) pour piano.
  - Concerto pour saxophone et orchestre à cordes (1948).
  - Danse lente (Gymnopédie) (1947) pour petit orchestre.
  - Esquisse pour quatuor à cordes (1949).
  - Pax (1950), suite symphonique pour grand orchestre.
  - Concerto pour deux pianos et percussion (1954-55); ne pas confondre avec le Concerto pour deux pianos et orchestre (créé en 1964).
  - Suite de Pâques pour orgue (1950-52), créée par Françoise Aubut.
  - L’Horoscope, suite chorégraphique (1958) pour grand orchestre.
  - L'Escaouette, cantate pour chœur et orchestre (1958).
  - Mouvement symphonique I (1960) pour grand orchestre.
  - Concerto pour deux pianos et orchestre (1963-64).
  - Mouvement symphonique II (Musique pour un drame) (1962) pour grand orchestre.
  - Te Deum (1967) pour soprano chœur et orchestre sur un poème de Félix-Antoine Savard.
  - Mouvement symphonique III (1974) pour grand orchestre.
  - Mouvement symphonique IV (1978) pour grand orchestre.

## Mouvement symphonique no 1 (1960)
Cette œuvre occupe une place particulière pour le compositeur québécois puisqu’elle est une commande de l’Orchestre symphonique de Québec. La première eut lieu à Québec le 14 novembre 1960 sous la direction de Françoys Bernier. Le Mouvement symphonique no 1 est constitué essentiellement de variations sur un motif mélodique, exposé par un ou plusieurs instruments à l’orchestre, motif vêtu et soutenu par des accords recherchés. Ce motif mélodique donne naissance à un second motif, celui-ci à l’allure rythmée. L'œuvre a été enregistrée sur disque par l'OSQ en 1977 sous la direction de James De Preist.

## Récompenses
- 1965 - Prix Pierre-Mercure
- 1969 - Prix Calixa-Lavallée
- 1975 - Prix Lynch-Staunton
- 1984 - Officier de l'Ordre du Canada